# Yemen del Nord ai Giochi della XXIII Olimpiade
Lo Yemen del Nord partecipò ai Giochi della XXIII Olimpiade, svoltisi a Los Angeles, Stati Uniti, dal 28 luglio al 12 agosto 1984, con una delegazione di 2 atleti impegnati in una disciplina.

## Delegazione
| Sport            | Uomini | Donne | Totale |
| ---------------- | ------ | ----- | ------ |
| Atletica leggera | 2      | 0     | 2      |
| Totale           | 2      | 0     | 2      |

## Risultati

### Atletica leggera
| Q | Qualificato al turno successivo per la posizione in qualificazione                                                           |
| q | Qualificato per il turno successivo per ripescaggio o, negli eventi su campo, conquistando la misura minima per qualificarsi |

Maschile
Eventi su campo
| Atleta         | Evento        | Batteria  | Batteria  | Semifinale      | Semifinale      | Finale          | Finale          |
| Atleta         | Evento        | Risultato | Posizione | Risultato       | Posizione       | Risultato       | Posizione       |
| -------------- | ------------- | --------- | --------- | --------------- | --------------- | --------------- | --------------- |
| Abdul Al-Ghadi | 800 m piani   | 2:05.90   | 8º        | non qualificato | non qualificato | non qualificato | non qualificato |
| Ali Al-Ghadi   | 5000 m piani  | 16:06.58  | 13º       | non qualificato | non qualificato | non qualificato | non qualificato |
| Ali Al-Ghadi   | 10000 m piani | -         | Ritirato  | non qualificato | non qualificato | non qualificato | non qualificato |